# 221 État 2951 à 2960
Les 221 État 2951 à 2960 sont des locomotives de vitesse du type 221 Atlantic des chemins de fer de l'Etat, utilisées pour la traction des trains express de voyageurs.

## La construction
La construction se déroule dans l'ordre suivant: 
n° 2951 à 2960, livrées par Cail en 1905

## Histoire
Une série de 10 locomotives est commandée par le réseau des chemins de fer de l'État, sur le modèle des 221 Atlantic de la compagnie du chemin de fer de Paris à Orléans. 
Cette série est numérotée de 2951 à 2960. 
En 1909, ces locomotives sont immatriculées au réseau de l'État 221 - 101 à 110. 
En 1938, lors de la création de la SNCF, elles forment la série des 3-221 A 101 à 110. Les dernières locomotives disparaissent en 1949. 
Ce sont les dernières locomotives de type Atlantic en circulation en France.

## Caractéristiques
- Surface de la grille: 3,10 m2
- Pression de la chaudière: 16 kg/cm2
- Surface de chauffe: 239,40 m2
- Diamètre et course des cylindres haute pression (HP) : 360 × 650 mm
- Diamètre et course des cylindres basse pression (BP) : 600 × 650 mm
- Diamètre des roues motrices:	 2 000 mm
- Diamètre des roues AV: 900 mm
- Diamètre des roues AR: 1 350 mm
- Poids à vide:68 t
- Poids en charge:74 t
- Longueur:	 11.793 m
- Hauteur:	 4.260 m
- Empattement:	 8.7 m[3]
- Vitesse maximale:	 130 km/h